# Joseph Vu Van Thien

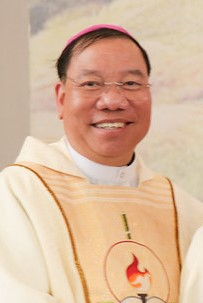
Joseph Vu Van Thien, 2019

Joseph Vu Van Thien (vietnamesisch: Giuse Vũ Văn Thiên; * 26. Oktober 1960 in Kẻ Sặt) ist ein vietnamesischer Geistlicher und römisch-katholischer Erzbischof von Hanoi.

## Leben
Joseph Vu Van Thien empfing am 24. Januar 1988 die Priesterweihe.
Papst Johannes Paul II. ernannte ihn am 26. November 2002 zum Bischof von Hải Phòng. Die Bischofsweihe spendete ihm der Erzbischof von Hanoi, Paul Joseph Kardinal Phạm Đình Tụng, am 2. Januar des nächsten Jahres; Mitkonsekratoren waren Paul Nguyên Van Hòa, Bischof von Nha Trang, und François Xavier Nguyên Van Sang, Bischof von Thái Bình.
Am 17. November 2018 ernannte ihn Papst Franziskus zum Erzbischof von Hanoi. Die Amtseinführung erfolgte am 18. Dezember desselben Jahres.